# Alba de América
Alba de América es una película española dirigida por Juan de Orduña en 1951.

## Argumento
La película narra la peripecia de Cristóbal Colón (Antonio Vilar) desde su estancia en el Convento de La Rábida hasta su encuentro con los Reyes Católicos y su hazaña al conseguir cruzar el Atlántico y arribar a las costas de América, dando paso a una nueva era en la historia de la humanidad.

## Premios
7.ª edición de las Medallas del Círculo de Escritores Cinematográficos
| Categoría                         | Nominación    | Resultado |
| --------------------------------- | ------------- | --------- |
| Premio especial a actor principal | Antonio Vilar | Ganador   |

## La carabelaSanta María
En 1950 se hizo una reconstitución de la carabela para el rodaje de la película con la asesoría histórico naval de Julio Guillén Tato, la asesoría artística del Marqués de Lozoya y la asesoría histórica de Ramón Menéndez Pidal.